# Мереви
Мереви (груз. მერევი) — село в Грузии, на территории Чиатурского муниципалитета края (мхаре) Имеретия.

## География
Село находится на западе центральной части Грузии, на расстоянии приблизительно 4 километров (по прямой) к юго-востоку от города Чиатура, административного центра муниципалитета. Абсолютная высота — 676 метров над уровнем моря.

## Население
По результатам официальной переписи населения 2014 года, в Мереви проживало 336 человек (173 мужчины и 163 женщины). В национальной структуре населения грузины составляли 100 %.
| Год  | Население, человек |
| ---- | ------------------ |
| 2002 | 463                |
| 2014 | ↘ 336              |